# Hénouville
Hénouville – miejscowość i gmina we Francji, w regionie Normandia, w departamencie Sekwana Nadmorska. Przez miejscowość przepływa Sekwana. 
Według danych na rok 1990 gminę zamieszkiwało 1088 osób, a gęstość zaludnienia wynosiła 102 osoby/km² (wśród 1421 gmin Górnej Normandii Hénouville plasuje się na 210 miejscu pod względem liczby ludności, natomiast pod względem powierzchni na miejscu 313).